# 李石 (1960年)
李石（1960年3月—），男，遼寧人，大學學歷。中國共產黨黨員。中华人民共和国政治人物。

## 生平
1997年12月，任共青團河北省委書記。2001年3月，獲選為邯鄲市委副書記。2006年4月，轉任河北省教育考試院院長。2014年1月，接替王志欣擔任河北省商務廳廳長、黨組書記。